# 蓝眼绿锦蛇
蓝眼绿锦蛇（学名：Gonyosoma coeruleum）也称蓝瞳绿锦蛇，一种分布于中华人民共和国云南省南部普洱市和西双版纳傣族自治州等地的爬行动物，隶属于游蛇科树栖锦蛇属。模式产地为西双版纳州勐腊县。本种长期被视为绿锦蛇（Gonyosoma prasinum），研究人员根据DNA分子和形态特征，认定本种为一新种。

## 鉴别特征
蓝眼绿锦蛇中等体型，成年体长（SVL）656～833毫米。身体细长，头部延长，与颈部区分明显；眼大，瞳孔圆形；尾细长（全长的23-28%）；背鳞19-19-15行，中部7-11行起棱；眶前鳞1枚；眶后鳞2枚；前颞鳞1或2枚，后颞鳞2或3枚；腹鳞189-202枚；尾下鳞89-106枚，成对；泄殖腔前鳞两分；体背亮绿色，尾间棕黄色，虹膜蓝色，口腔灰白色；舌棕黄色，舌尖黑色。

## 保护
本种于2023年被收录入《有重要生态、科学、社会价值的陆生野生动物名录》。